# Big Thunder Ski Jumping Center
Big Thunder Ski Jumping Center är en backhoppningsanläggning vid berget Mount McRae i Thunder Bay i Ontario i Kanada. Anläggningen ingår som en del av Big Thunder National Training Center. 29 gånger arrangerades deltävlingar i världscupen i Big Thunder och även Skid-VM 1995. Backen används inte längre.

## Historia
Den första backen i Thunder Bay restes 1969 av de norska bröderna Knute och Thore Hansen. Området öppnades under namnet Little Norway Ski Area. Då anläggningen bytte ägare omdöptes den till Mt. Norway. Samtidigt startade byggandet av Big Thunder. 1974 stod två backar, K120 och K90, klara. Backarna invigdes under den kanadensiska mästerskapen 1 februari 1975. Steve Collins hoppade 128 meter i stora backen 1980. Samma år arrangerades det första av tillsammans 29 världscuptävlingar i Big Thunder. På 1980-talet fick Big Thunder status som nationellt träningscenter. Då restes Little Thunder, en skidanläggning med fyra mindre backar, K64, K37, K20 och K10. De två största backarna försågs bland annat med plastmattor. 1990 tilldelades Thunder Bay Skid-VM 1995. De större backarna moderniserades och nya hissar installerades. 50 km längdåkningsspår tillkom tillsammans med en skidstadion. Strålkastare monterades och den förbättrade anläggningen invigdes 1994. Efter skid-VM 1995 stängdes den offentliga finansieringen av skidsportanläggningen och Big Thunder stängdes 30 juni 1996. Försök (2002 och 2008) att få anläggningen återöppnad har misslyckats.

## Backrekord
Officiellt backrekord i stora backen tillhör Tommy Ingebrigtsen från Norge som hoppade 137,0 meter under skid-VM 18 mars 1995. I normalbacken hoppade Takanobu Okabe från Japan 108,0 meter under skid-VM 11 mars 1995, vilket är gällande backrekord i normalbacken.

## Viktiga tävlingar
| Datum            | Vinnare                                                               | Andra plats                                                               | Tredje plats                                                      | Tävling                              |
| ---------------- | --------------------------------------------------------------------- | ------------------------------------------------------------------------- | ----------------------------------------------------------------- | ------------------------------------ |
| 19 januari 1980  | Armin Kogler, Österrike                                               | Bernard Moullier, Frankrike                                               | Alfred Groyer, Österrike                                          | Världscup, normalbacke               |
| 20 januari 1980  | Armin Kogler, Österrike                                               | Hubert Neuper, Österrike                                                  | Toni Innauer, Österrike                                           | Världscup, stor backe                |
| 21 februari 1981 | Primož Ulaga, Jugoslavien                                             | Johan Sætre, Norge                                                        | Steve Collins, Kanada                                             | Världscup, normalbacke               |
| 22 februari 1981 | John Broman, USA                                                      | Ivar Mobekk, Norge                                                        | Andreas Felder, Österrike                                         | Världscup, stor backe                |
| 23 januari 1982  | Horst Bulau, Kanada                                                   | Massimo Rigoni, Italien                                                   | Ernst Vettori, Österrike                                          | Världscup, normalbacke               |
| 24 januari 1982  | Horst Bulau, Kanada                                                   | Massimo Rigoni, Italien                                                   | Hubert Neuper, Österrike                                          | Världscup, stor backe                |
| 22 januari 1983  | Horst Bulau, Kanada                                                   | Olav Hansson, Norge                                                       | Pentti Kokkonen, Finland                                          | Världscup, normalbacke               |
| 23 januari 1983  | Matti Nykänen, Finland                                                | Horst Bulau, Kanada                                                       | Olav Hansson, Norge                                               | Världscup, stor backe                |
| 10 december 1983 | Horst Bulau, Kanada                                                   | Matti Nykänen, Finland                                                    | Vegard Opaas, Norge                                               | Världscup, normalbacke               |
| 11 december 1983 | Vegard Opaas, Norge                                                   | Matti Nykänen, Finland                                                    | Horst Bulau, Kanada                                               | Världscup, stor backe                |
| 8 december 1984  | Andreas Felder, Österrike                                             | Pentti Kokkonen, Finland                                                  | Ernst Vettori, Österrike                                          | Världsscup, normalbacke              |
| 9 december 1984  | Andreas Felder, Österrike                                             | Jari Puikkonen, Finland                                                   | Ernst Vettori, Österrike                                          | Världscup, stor backe                |
| 7 december 1985  | Primož Ulaga, Jugoslavien                                             | Vegard Opaas, Norge                                                       | Matti Nykänen, Finland                                            | Världscup, normalbacke               |
| 8 december 1985  | Primož Ulaga, Jugoslavien                                             | Franz Neuländtner, Österrike                                              | Ernst Vettori, Österrike                                          | Världscup, stor backe                |
| 6 december 1986  | Jens Weissflog, Östtyskland                                           | Matti Nykänen, Finland                                                    | Jukka Kalso, Finland                                              | Världscup, normalbacke               |
| 7 december 1986  | Matti Nykänen, Finland                                                | Thomas Klauser, Västtyskland                                              | Vegard Opaas, Norge                                               | Världscup, stor backe                |
| 5 december 1987  | Matti Nykänen, Finland                                                | Pavel Ploc, Tjeckoslovakien                                               | Ernst Vettori, Österrike                                          | Världscup, normalbacke               |
| 6 december 1987  | Matti Nykänen, Finland                                                | Jens Weissflog, Östtyskland                                               | Vegard Opaas, Norge                                               | Världscup, stor backe                |
| 3 december 1988  | Dieter Thoma, Västtyskland                                            | Risto Laakkonen, Finland                                                  | Matti Nykänen, Finland                                            | Världscup, normalbacke               |
| 4 december 1988  | Risto Laakkonen, Finland                                              | Erik Johnsen, Norge                                                       | Dieter Thoma, Västtyskland                                        | Världscup, stor backe                |
| 3 december 1989  | Dieter Thoma, Västtyskland                                            | Heinz Kuttin, Österrike                                                   | Ari-Pekka Nikkola, Finland                                        | Världscup, stor backe                |
| 4 december 1989  | Risto Laakkonen, Finland                                              | Andreas Felder, Österrike                                                 | Heinz Kuttin, Österrike                                           | Världscup, normalbacke               |
| 8 december 1990  | Andreas Felder, Österrike                                             | Dieter Thoma, Tyskland                                                    | Franci Petek, Jugoslavien                                         | Världscup, normalbacke               |
| 9 december 1990  | Andreas Felder, Österrike                                             | Franci Petek, Jugoslavien                                                 | Ari-Pekka Nikkola, Finland                                        | Världscup, stor backe                |
| 1 december 1991  | Toni Nieminen, Finland                                                | Ari-Pekka Nikkola, Finland                                                | Stefan Horngacher, Österrike                                      | Världscup, normalbacke               |
| 2 december 1991  | Ernst Vettori, Österrike                                              | Mike Holland, USA                                                         | Stephan Zünd, Schweiz                                             | Världscup, stor backe                |
| 25 mars 1994     | Tyskland Gerd Siegmund Christof Duffner Hansjörg Jäkle Jens Weissflog | Österrike Werner Rathmayr Christian Moser Heinz Kuttin Andreas Goldberger | Norge Lasse Ottesen Øyvind Berg Stein Henrik Tuff Espen Bredesen  | Världscup, lagtävling, stor backe    |
| 26 mars 1994     | Gerd Siegmund, Tyskland                                               | Andreas Goldberger, Österrike                                             | Roberto Cecon, Italien                                            | Världscup, normalbacke               |
| 27 mars 1994     | Jens Weissflog, Tyskland                                              | Takanobu Okabe, Japan                                                     | Espen Bredesen, Norge                                             | Världscup, normalbacke               |
| 12 mars 1995     | Takanobu Okabe, Japan                                                 | Hiroya Saitō, Japan                                                       | Mika Laitinen, Finland                                            | Skid-VM 1995, normalbacke            |
| 16 mars 1995     | Finland Ari-Pekka Nikkola Jani Soininen Janne Ahonen Mika Laitinen    | Tyskland Hansjörg Jäkle Dieter Thoma Gerd Siegmund Jens Weissflog         | Japan Naoki Yasuzaki Hiroya Saitō Jin’ya Nishikata Takanobu Okabe | Skid-VM 1995, lagtävling, stor backe |
| 18 mars 1995     | Tommy Ingebrigtsen, Norge                                             | Andreas Goldberger, Österrike                                             | Jens Weissflog, Tyskland                                          | Skid-VM 1995, stor backe             |